# 3e armée (Empire ottoman)
Pour les articles homonymes, voir 3e armée.
La 3e armée ottomane est une unité militaire de l'armée ottomane ayant combattu durant la Première Guerre mondiale sur le front oriental. Initialement basée à Salonique, elle comprenait en son sein les futurs dirigeants du comité union et progrès qui formeront en 1913 le gouvernement militaire des Trois Pachas, principaux responsables du génocide arménien.

## Origines (1908-1913)
La 3e armée est réorganisée après la révolution des Jeunes-Turcs en 1908 dans laquelle ses unités ont joué un rôle actif. Elle a son premier siège à Salonique en Macédoine avec des garnisons à Monastir, Köprülü, Salonique, Üsküp, Pristina, Prizren, Serrès, Berat, Korçë, Debar et Gevgelija, ainsi qu'à Aydın en Anatolie.
En 1911, elle est transférée en Anatolie orientale avec son siège à Erzincan. Elle est remplacée dans les Balkans par la 2e armée ottomane. En plus des troupes venues des Balkans, elle intègre la plupart des régiments de cavalerie tribale kurde (Hamidiye) créés en 1891 par le sultan Abdülhamid II. 

### Ordre de bataille en 1911
Quartier général : Erzincan
- IXe Corps : Erzurum
  - 28e division d'infanterie, Erzurum
  - 29e division d'infanterie, Bayburt
- Xe Corps : Erzincan
  - 30e division d'infanterie, Erzincan
  - 31e division d'infanterie, Erzincan
  - 32e division d'infanterie, Mamuret'ül Aziz
- Xe Corps : Van
  - 33e division d'infanterie, Van
  - 34e division d'infanterie, Muş
- 1re division de cavalerie tribale (Hamidiye), Erzurum
  - 39e régiment de cavalerie, Eruzurum
  - 1er régiment de cavalerie tribale, Erzurum
  - 2e régiment de cavalerie tribale, Kiğı
  - 3e régiment de cavalerie tribale, Varto
  - 4e régiment de cavalerie tribale, Hınıs
  - 5e régiment de cavalerie tribale, Hasankale
  - 6e régiment de cavalerie tribale, Sivas
- 2e division de cavalerie tribale, Kara Kilise
  - 24e régiment de cavalerie, Kara Kilise
  - 7e régiment de cavalerie tribale, Eleşkirt
  - 8e régiment de cavalerie tribale, Kara Kilise
  - 9e régiment de cavalerie tribale, Kara Kilise
  - 10e régiment de cavalerie tribale, Kara Kilise
  - 11e régiment de cavalerie tribale, Kara Kilise
  - 12e régiment de cavalerie tribale, Tutak
  - 13e régiment de cavalerie tribale, Diyadin
  - 14e régiment de cavalerie tribale, Beyazıt
- 3e division de cavalerie tribale, Erdiş
  - 25e régiment de cavalerie, Erdiş
  - 15e régiment de cavalerie tribale, Kop
  - 16e régiment de cavalerie tribale, Erdiş
  - 17e régiment de cavalerie tribale, Erdiş
  - 18e régiment de cavalerie tribale, Saray
  - 19e régiment de cavalerie tribale, Başkale
- 4e division de cavalerie tribale, Mardin
  - 20e régiment de cavalerie, Mardin
  - 20e régiment de cavalerie tribale, Cezire-i İbn-i Ömer
  - 21e régiment de cavalerie tribale, Mardin
  - 22e régiment de cavalerie tribale, Mardin
  - 23e régiment de cavalerie tribale, Viranşehir
  - 24e régiment de cavalerie tribale, Siverek

## Première Guerre mondiale (1914-1918)
Au cours de la Première Guerre mondiale en Orient, la 3e armée est déployée sur le front russe, dans les six vilayets d'Arménie occidentale où elle combat l'armée du vice-roi du Caucase russe, les unités de volontaires arméniens, et derrière ses lignes, des groupes de la Résistance arménienne. Elle est décimée pendant l'hiver 1914-1915 à la bataille de Sarikamis, par le froid et le manque d’approvisionnements plus encore que par les combats. Les batailles de Koprukoy (en) et d'Erzurum, en 1915, achèvent d'épuiser une armée mal ravitaillée, l'Empire devant consacrer ses efforts principaux à la bataille de Gallipoli et à la campagne de Mésopotamie. La révolution russe de février 1917 puis celle d'octobre 1917 permettent aux Ottomans de reprendre le terrain perdu : lors des batailles de Sardarapat, Abaran et Karakilisa, la 3e armée affronte principalement les forces de la République démocratique d'Arménie qui a proclamé son indépendance de l'Empire russe. Le traité de Batoum (4 juin 1918) met fin aux hostilités sur le front du Caucase. Mais la débâcle ottomane sur les autres fronts et la défaite générale des Empires centraux rendent la capitulation inévitable. L'armistice de Moudros, signé avec les Britanniques le 30 octobre 1918, prévoit le désarmement de la 3e armée.

### Ordre de bataille de 1914 à 1917

#### 1914
- IXe corps (en) : Ahmed Fevzi Pacha (en)
- Xe corps (en) : Hafiz Hakki Pacha (en)
- XIe corps (en) : Abdülkerim Pacha

#### 1915
Après la bataille de Sarıkamış (novembre 1914-février 1915), Enver Pacha abandonne le commandement. La 3e armée passe sous l'autorité de Hafiz Hakki Pacha (en) qui meurt du typhus le 15 février 1915, puis de Mahmud Kâmil Pacha (en) jusqu'en février 1916.

#### 1916
Commandant en chef : Mehmet Vehib Pacha de février 1916 à mai 1918.
- IXe corps : Ali İhsan Sâbis de septembre 1915 à février 1916 puis Nur-Ud Din Pacha de janvier à octobre 1916
- Xe corps : Yusuf Izzet Pasha
- XIe corps : Selâhattin Âdil

#### 1917
Commandant en chef : Mehmet Vehib Pacha
- Ier corps caucasien (en) : Yusuf Izzet Pasha jusqu'en décembre 1917 puis Kâzım Karabekir
- IIe corps caucasien (en) : Mustafa Fevzi Pacha de septembre 1916 à juillet 1917 puis Yakub Chevki Pacha de juillet 1917 à juin 1918

#### Juin 1918
Commandant en chef : Mehmet Vehib Pacha
- VIe corps (Mustafa Hilmi Pacha) 
  - 3e division caucasienne (Edip Bey)
  - 36e division caucasienne (Hamdi Bey)
- 5e division caucasienne (Mürsel Bey)
- 37e division caucasienne (Kâzim Bey)
- Détachement de Roumélie.

## Guerre d'indépendance
En mai 1919, le jeune général Mustafa Kemal est nommé inspecteur de la 3e armée, officiellement pour veiller à la dissolution des troupes et mettre fin à l'agitation nationaliste, officieusement pour conserver le plus possible d'hommes et d'armes et s'opposer, au besoin, à l'occupation de la région par les puissances étrangères. Arrivé à Amasya, il prend contact avec les nationalistes qui lui demandent de se mettre à leur tête. À Erzurum, il démissionne de l'armée puis préside le congrès d'Erzurum (en) (juillet-août 1919) qui proclame le refus du démembrement de l'Empire. C'est le début de la guerre d'indépendance turque.